# Zalmoxis

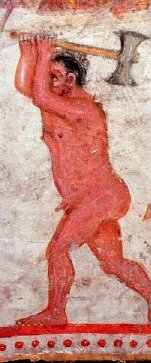
Pittura raffigurante Zalmoxis, in Bulgaria

Zalmoxis (in greco antico: Ζάλμοξις?; anche conosciuto come Salmoxis Σάλμοξις, Zamolxis Ζάμολξις, o Samolxis Σάμολξις), in italiano Zalmosside o Zalmoxide, è una figura semi-mitica di riformatore sociale e religioso, successore di Deceneo, considerato l'unico vero Dio dei Daci (conosciuti anche tra i traci della tribù dei Geti). Secondo Erodoto, i Geti, che credevano nell'immortalità dell'anima, consideravano semplicemente la morte come un viaggio per ricongiungersi a Zalmosside, nella coscienza di acquisire l'immortalità.

## Etimologia
Diverse etimologie sono suggerite per il nome, ma nessuna di esse è unanimemente accettata. Diogene Laerzio (III secolo-IV secolo) affermava che Zalmosside significa "pelle di orso". Nella sua Vita Pythagoræ, Porfirio (III secolo) dice che zalmon è la parola in lingua trace per "nascosto". Esichio (V secolo) ritiene zemelen - ζέμελεν - una parola in lingua frigia con il significato di "schiavo straniero".
La corretta ortografia del nome è ancora incerta. I manoscritti delle Historiæ di Erodoto ne hanno tutti quattro diverse: Zalmoxis, Salmoxis, Zamolxis, Samolxis, con una preponderanza per Salmoxis. Più tardi gli autori mostrarono una chiara preferenza per Zalmoxis. Esichio cita Erodoto usando la lezione Zalmoxis.
La variante -m-l- è favorita da coloro che intendono derivare il nome da una presunta radice trace che significa "terra", zamol (in russo è zemlya). Sono anche stati fatti accostamenti con il nome di Zemelo e/o Žemelė, deità della terra, una frigia e l'altra lituana (si noti la correlazione con l'etimo di Semelè, madre di Dioniso trace), e con il dio lituano Zjameluks.
Comunque, la variante -m-l- potrebbe anche essere la forma più antica, come indicato dai manoscritti di Erodoto. La forma -l-m è sicuramente daco-trace, come in Zalmodegikos, il nome di un re dei Geti; come notato prima, Porfirio registra l'esistenza di una parola trace, dal suono zalmon, con il significato di "nascosto".

## L'uomo
Erodoto venne a conoscenza dei racconti riferiti dai greci del Ponto, secondo cui Zalmosside era veramente un uomo, schiavo (o discepolo) di Pitagora, che gli insegnò le "scienze dei cieli" nell'isola di Samo. Zalmosside fu liberato e gli furono affidati molti beni: così ritornò al suo paese e istruì il suo popolo, i Geti, sulle dottrine riguardanti l'immortalità dell'anima. Anche Zenone di Rodi scrive che Zalmosside fu uno schiavo di Pitagora.
Si ritengono immortali in questo senso: non credono di morire, ma che chi muore vada presso Salmoxis, un semidio; alcuni di loro credono che questo stesso semidio sia Beleizis. Ogni quattro anni inviano come messaggero presso Salmoxis uno di loro di volta in volta estratto a sorte, dandogli istruzioni su ciò che in ogni circostanza desiderano. Lo inviano nel modo seguente: quanti ne sono stati incaricati hanno in mano tre giavellotti, altri afferrano per le mani e i piedi l'inviato presso Salmoxis, lo lanciano in aria e lo lasciano cadere sulle punte. Se muore trafitto, pensano che il dio sia propizio; se invece non muore, accusano il messaggero, dicendo che è un uomo cattivo e, dopo averlo incolpato, ne mandano un altro: gli danno istruzioni quando è ancora vivo.»
(Erodoto, Storie, IV, 93-94)
La vicenda della schiavitù pitagorica è guardata con sospetto da Erodoto, che non ha fiducia nemmeno nell'esistenza reale di Zalmosside, argomentando che, in ogni caso, Zalmosside dovrebbe essere vissuto molto prima di Pitagora.
A un certo punto, Zalmosside viaggiò in Egitto, dove portò mistiche conoscenze riguardo all'immortalità dell'anima, insegnando alla gente che dopo la morte sarebbero passati in un luogo dove avrebbero goduto di tutte le possibili benedizioni per l'eternità.
Per Zalmosside venne quindi costruita una camera sotterranea (secondo altri era una cava naturale) sulla montagna sacra di Kogainon (o Kogaionon), dove si ritirò per tre anni (in altri resoconti avrebbe vissuto nell'Ade per questi tre anni). La cava si trova nelle montagne Bucegi in Romania, e viene chiamata la Cava Ialomicioara. Dopo la sua scomparsa, la sua gente lo considerò morto, e lo compianse, ma dopo tre anni si mostrò ancora una volta ai Geti, che così vennero convinti dei suoi insegnamenti; un episodio che alcuni considerano una resurrezione (pertanto si può vedere come una "divinità vita-morte-rinascita", come Tammuz).
Platone, nel dialogo Carmide, riferisce che Zalmosside era anche un grande medico che guariva i corpi e le menti con un approccio olistico, non solo il corpo come era credenza dei Greci. In Platone è menzionato come abile nell'arte degli incantesimi.
Secondo Eric Robertson Dodds, la sua figura è quella di uno sciamano o di un daímōn (dal greco antico δαίμων), mentre è da rigettare come assurda, in sintonia con i dubbi di Erodoto, la vicenda della schiavitù sotto Pitagora. L'origine di quelle tradizioni, secondo Dodds, fu il frutto di un'originale elaborazione dei coloni greci del Ponto, motivata dallo stupore per le analogie con le dottrine sull'immortalità dell'anima della scuola pitagorica.

## Il dio
Dopo la morte di Zalmosside, il suo culto diede vita ad una religione enoteistica. Durante il regno di Burebista, il 713 a.C., l'anno in cui la tradizione collocava la sua nascita, venne considerato il primo del calendario dacico.
Aristotele equipara Zalmosside ad Okhon dei fenici e ad Atlas dei libici.
È possibile che Zalmosside sia Sabazio, il trace Dioniso, o Zeus. Mnasea di Patara lo identifica con Crono.
Il suo regno come dio non è molto chiaro, in quanto alcuni lo considerano un dio del cielo, un dio della morte o dei Misteri.